# Willem Hoefnagels

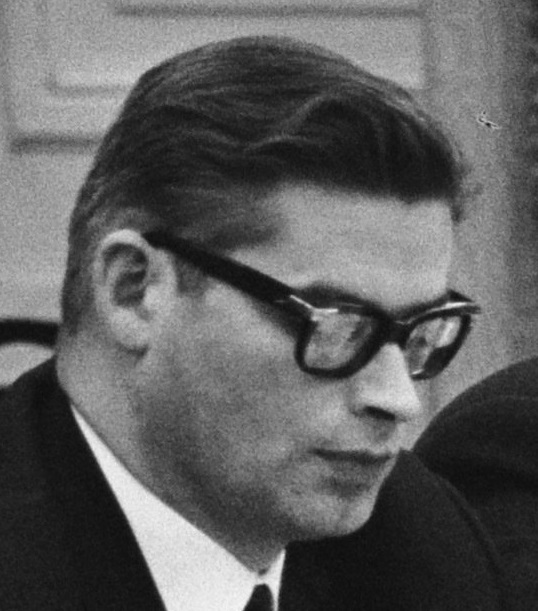
Willem Hoefnagels

Willem Leonard Gerard Servatius Hoefnagels (* 13. Mai 1929 in Kerkrade; † 14. Februar 1978 in Bloemendaal-Aerdenhout) war ein niederländischer Wissenschaftler und Politiker. Er war gelernter Ökonom. Sein Fachgebiet war die Finanzwissenschaft.

## Familie
Hoefnagels Vater war der in Roermond geborene und in Kerkrade lange Zeit für die Gemeindeverwaltung tätige Adrianus Leonardus Gerardus Hoefnagels. Dieser war mit der aus Kerkrade stammenden Maria Elisabeth Crombach verheiratet, die auch Willem Hoefnagels Mutter war. Aus der Ehe stammen sieben Kinder. Einer seiner Brüder war der Jesuit und Soziologe Harry Hoefnagels.
Willem Hoefnagels war verheiratet. Mit seiner Frau hatte er insgesamt sieben Kinder.

## Schul- und Universitätslaufbahn
Hofnagels besuchte nach der Basisschule von 1942 bis 1945 das römisch-katholische Gymnasium St. Bernardinus in Heerlen. Von dort wechselte er zum ebenfalls römisch-katholischen Gymnasium des Klosters Rolduc, wo er zwischen 1945 und 1947 Schüler war. Schließlich wechselte er aber doch wieder zurück zum Bernardinuscollege in Heerlen, wo er von 1947 bis 1949 seinen Abschluss erwarb. Nach seiner Reifeprüfung begann Hoefnagels sein finanzwissenschaftliches Studium an der Rijksbelastingacademie in Rotterdam. Das Studium dauerte von 1949 bis 1954. Nach dem erfolgreichen Studienabschluss begann er ein weiteres Studium im Fach Betriebswirtschaftslehre (BWL) an der Nederlandse Economische Hogeschool (Niederländische Wirtschaftshochschule), ebenfalls in Rotterdam. Er promovierte schließlich 1961 an der Katholieke Economische Hogeschool in Tilburg.

## Berufliche Laufbahn
Zunächst war Hoefnagels zwischen 1954 und Sommer 1957 für die niederländische Finanzverwaltung in Rotterdam tätig. Von dort aus wechselte er zu den in Heerlen ansässigen Staatsmijnen. Dort bekleidete er diverse Posten zwischen 1957 und 1967. Anschließend übernahm er zwei Jahre lang einen Vorstandsposten bei der niederländischen N.V. Bank voor Handel en Scheepvaart te Rotterdam. Von dort wechselte er 1969 zur Firma Koninklijke Scholten-Honig N.V. Hier bekleidete er schließlich ebenfalls einen Vorstandsposten, arbeitete aber zunächst überwiegend als Finanzberater für das Unternehmen. Bereits im Jahr 1971 wurde er zum stellvertretenden Vorsitzenden des dortigen Vorstandes, und 1972 folgte die Ernennung zum Firmenchef. Diese Position bekleidete er bis kurz vor seinem Tode Anfang 1978.

### Nebentätigkeiten
Neben seinem Hauptberuf und seiner politischen Tätigkeit, wurde Hoefnagels auch in diverse Aufsichtsräte gewählt, darunter die niederländische Supermarktkette Edah N.V. in Helmond sowie die A. en N. Mutsaers' wollenstoffenfabrieken B.V. in Tilburg, einem der damals bedeutenderen niederländischen Textilunternehmen. Für die ABN Amro, damals noch Amsterdamm-Rotterdam Bank fungierte er einige Jahre als Berater und Mitglied des dortigen Raad van Advies.

### Provinz Limburg
Als semi-politisches Amt bekleidete Willem Hoefnagels in der Anfangsphase des Zechenschließungs- und Umstrukturierungsprozesses im limburgischen Steinkohlenbergbau die Stelle eines Wirtschafts- und Finanzberaters bei der Provinz Limburg, die wesentlich für die Strukturmaßnahmen zum Erhalt der Wirtschaftskraft und die Schaffung möglichst vieler Ersatzarbeitsplätze verantwortlich war. Allerdings beendete er diese Tätigkeit mit seinem Abschied von den Staatsmijnen im Jahre 1967.

## Politische Laufbahn
Als Mitglied der niederländischen KVP wurde er 1965 zum Staatssekretär für Fiskal- und Steuerangelegenheiten im Kabinett unter Ministerpräsident Jo Cals ernannt. Er hatte großen Anteil am Zustandekommen des Gesetzes für die Besteuerung von Kraftfahrzeugen. Allerdings kehrte Hoefnagels als einer der wenigen Christdemokraten aus persönlichen Gründen nicht mehr in das anschließend von Ministerpräsident Jelle Zijlstra formierte Interimskabinett zurück. Man hatte ihm zuvor vorgeworfen, dass er trotz seines Wissen über deren Schwächen, die Steuerplanung im Jahre 1966 mitgetragen und somit daraus resultierende Probleme zu verantworten hatte. Fortan konzentrierte er sich auf seine berufliche Karriere.

## Auszeichnung
Am 5. Dezember 1966 wurde Hofnagels zum Ritter im Orde van de Nederlandse Leeuw (Orden des Niederländischen Löwen) geschlagen.

## Publikationen
- De invloed van fiscale afschrijvingen en investeringsaftrek op financiering, rentabiliteit en kostprijs (Dissertation, 1961)
- Is het mogelijk de inkomsten- en loonbelasting te vereenvoudigen door wijziging van de structuur? (Denkschrift, 1966)